# Harriet Taylor
Harriet Alexandra Emily Taylor (Londres, 14 de febrero de 1994) es una deportista británica que compite en remo.
Participó en dos Juegos Olímpicos de Verano, obteniendo una medalla de bronce en París 2024, en la prueba de ocho con timonel, y el cuarto lugar en Tokio 2020, en el cuatro sin timonel.
Ganó cuatro medallas en el Campeonato Europeo de Remo entre los años 2019 y 2024.

## Palmarés internacional
| Juegos Olímpicos   | Juegos Olímpicos | Juegos Olímpicos  | Juegos Olímpicos   |
| Año                | Lugar            | Medalla           | Prueba             |
| ------------------ | ---------------- | ----------------- | ------------------ |
| 2024               | París (Francia)  | Medalla de bronce | Ocho con timonel   |
| Campeonato Europeo |                  |                   |                    |
| Año                | Lugar            | Medalla           | Prueba             |
| 2019               | Lucerna (Suiza)  | Medalla de plata  | Ocho con timonel   |
| 2021               | Varese (Italia)  | Medalla de bronce | Cuatro sin timonel |
| 2023               | Bled (Eslovenia) | Medalla de plata  | Ocho con timonel   |
| 2024               | Szeged (Hungría) | Medalla de plata  | Ocho con timonel   |